# Гіпотеза постійного доходу
Гіпо́теза пості́йного дохо́ду — гіпотеза, яка припускає, що споживання залежить від постійного доходу, який люди очікують отримувати в середньому за весь період свого життя від трудової діяльності і накопичених активів..
Гіпотеза постійного доходу М. Фрідмана твердить, що гранична схильність до споживання доходу вища для постійного доходу, ніж для тимчасового доходу.